# Mario Vincenzo Di Gioia
Mario Vincenzo Di Gioia (Lucera, 5 marzo 1928 – 23 giugno 2006) è stato un politico italiano.

## Biografia
Funzionario del Partito Comunista Italiano in Puglia, viene eletto alla Camera dei Deputati nel 1972 e rimane in carica per un legislatura, fino al 1976.
Muore all'età di 78 anni, nel giugno del 2006.